# Dieżniowo
Dieżniowo (ros. Дежнёво) – wieś w Rosji, w Żydowskim Obwodzie Autonomicznym, w rejonie lenińskim. W 2010 liczyła 966 mieszkańców.